# Antonio Saronni
Pour les articles homonymes, voir Saronni.
Antonio Saronni, né le 13 avril 1956 à Olengo (Piemont), est un coureur cycliste italien, professionnel de 1979 à 1988. Ses frères Alberto (1961) et Giuseppe (1957) et son grand-père Tito Brambilla (1897-1988) ont également été coureurs professionnels.

## Palmarès en cyclo-cross
- 1979
  -  Champion d'Italie de cyclo-cross
- 1980
  -  Champion d'Italie de cyclo-cross
- 1981
  - 2e du championnat d'Italie de cyclo-cross
- 1982
  -  Champion d'Italie de cyclo-cross
- 1983
  -  Champion d'Italie de cyclo-cross
- 1984
  - 2e du championnat d'Italie de cyclo-cross
- 1985
  - 3e du championnat d'Italie de cyclo-cross
- 1986
  - 3e du championnat d'Italie de cyclo-cross
- 1987
  - 2e du championnat d'Italie de cyclo-cross
- 1988
  - 2e du championnat d'Italie de cyclo-cross

## Palmarès sur route
- 1978
  - 3e de la Coppa San Geo